# Roberto Alagna
Roberto Alagna (Clichy-sous-Bois, 7 de junio de 1963) es un cantante de ópera francés, con registro de tenor.

## Biografía
Proviene de una familia de emigrantes sicilianos. Comenzó a cantar muy joven en cabarets parisinos.
Influido por las películas de Mario Lanza y las grabaciones de tenores históricos, cambió a la ópera.
Es un cantante básicamente autodidacta, aprendió la mayor parte de su repertorio del contrabajista cubano y aficionado a la ópera Rafael Ruiz.
Después de ganar el Concurso Vocal Luciano Pavarotti, Alagna debutó profesionalmente en 1988 como Alfredo Germont en La Traviata con la compañía del Festival de Glyndebourne. Esto llevó a muchos compromisos en ciudades pequeñas de Francia e Italia, principalmente como Alfredo, un rol que ha cantado más de 150 veces.
Creció su reputación y pronto fue invitado a cantar en los grandes teatros como La Scala (de nuevo como Alfredo, bajo la batuta de Riccardo Muti) en 1990, Covent Garden en 1992 y en la Metropolitan Opera como Rodolfo en La Bohème.
Sus interpretaciones de Romeo en Romeo y Julieta de Charles Gounod en Covent Garden en 1994 lo catapultaron al estrellato internacional.
Alagna desarrolló una particular afinidad por la ópera francesa y los papeles italianos más líricos. En un momento posterior comenzó a asumir papeles más dramáticos, como Manrico en "Il trovatore", Don Carlo, Le Cid, Canio en "I Pagliacci", y otros roles con gran éxito de público y crítica.
En 2014 asumió el rol titular de Otello, lo que preocupó a sectores de la crítica por un posible desgaste vocal. En los últimos años ha reconducido su carrera, desempeñándose en diversos papeles protagónicos de óperas de Puccini y retomando el repertorio francés.
Tras fallidos intentos en los años noventa, en 2012 finalmente debutó en el Teatro Colón de Buenos Aires en un recital junto a Angela Gheorghiu.
También ha grabado un disco dedicado al legendario cantante español Luis Mariano. Este disco batió récords de venta.
Fue condecorado con la orden francesa de la Legión de honor.

## Polémicas
Alagna abrió la temporada 2006-07 del Teatro de La Scala el 7 de diciembre de 2006 con la nueva producción de Aida de Franco Zeffirelli. En la segunda representación (10 de diciembre), al finalizar el aria Celeste Aida, al inicio de la ópera, fue abucheado y silbado por el loggione (aficionados a la ópera que se sientan en los lugares más baratos del teatro). El tenor abandonó el escenario haciendo un corte de manga al público. El papel de Radamés fue asumido inmediatamente por Antonello Palombi que casualmente estaba al costado del escenario, y entró en el escenario vestido de calle, con vaqueros y camisa, sin que se interrumpiera la representación. El tenor no ha regresado desde entonces al coliseo milanés. En 2015 alcanzó un acuerdo para cantar Werther y Mario Cavarodossi en Tosca, pero el tenor finalmente renunció considerando que el público del teatro ofrecía un clima hostil.
En otoño de 2014 se anunció que Alagna cantaría Lohengrin en el Festival de Bayreuth para 2018, en una nueva producción dirigida por Christian Thielemann. El 30 de junio de aquel año, a menos de un mes para el estreno, programado para el 25 de julio, se anunció su renuncia. Si bien el tenor había declarado en una entrevista sentirse preparado, con el inicio de los ensayos con orquesta en el Festival, comunicó que no había preparado suficientemente el papel debido a la sobrecarga de trabajo.

## Vida personal
Su primera esposa, Florence Lancien, murió de tumor cerebral en 1994; tenían una hija, Ornella, nacida en 1992.
En 1996 se casó con la soprano Angela Gheorghiu. La pareja ha cantado junta en muchas ocasiones en el escenario y en grabaciones juntos de duetos, arias y óperas completas. Los dos cantantes protagonizaron también la versión fílmica de la ópera de Puccini Tosca dirigida por el francés Benoît Jacquot. Se separaron en 2009.

## Repertorio
- Giuseppe Verdi
  - La traviata (Alfredo)
  - Aida (Radamés)
  - Il trovatore (Manrico)
  - Otello (Otello)
  - Macbeth (Macduff)
  - Don Carlos (Carlo)
  - Rigoletto (El Duque de Mantua)
- Giacomo Puccini
  - Manon Lescaut (Des Grieux)
  - La Bohème (Rodolfo)
  - Tosca (Mario)
  - Turandot (Calaf)
  - Madama Butterfly (Pinkerton)
  - La rondine (Rodolfo)
  - Gianni Schicchi (Rinuccio)
- Jacques Offenbach
  - Les contes d'Hoffmann (Hoffmann)
- Georges Bizet
  - Carmen (Don José)
- Charles Gounod
  - Faust (Faust)
  - Romeo y Julieta (Romeo)
- Gaetano Donizetti
  - L'elisir d'amore (Nemorino)
  - Lucia di Lammermoor (Edgardo)
- Pietro Mascagni
  - Cavalleria Rusticana (Turiddu)
  - L´amico Fritz(Fritz)
- Ruggero Leoncavallo
  - Pagliacci (Canio)
- Jules Massenet
  - Manon (Des Grieux)
  - Werther (Werther)
- Franco Alfano
  - Cyrano de Bergerac (Cyrano)